# Centrum Narciarskie Nosal w Zakopanem
Centrum Narciarskie Nosal w Zakopanem – stacja narciarska znajdująca się w Zakopanem na północnym zboczu Nosala (1206 m n.p.m.). Ze szczytu Nosala prowadzi legendarna Trasa „K” – najtrudniejsza trasa slalomowa w Polsce.

## Kolej i wyciągi
W skład stacji wchodzą:
| Nazwa | Rodzaj            | Producent | Szero- kość (osób) | Długość (m) | Czas wjazdu (min) | Prze- wyż- sze- nie (m) | Prze- pus- to- wość (osób/ godz.) | Stacja górna        | Stacja górna          | Stacja dolna    | Stacja dolna          | Vmax (m/s) |
| Nazwa | Rodzaj            | Producent | Szero- kość (osób) | Długość (m) | Czas wjazdu (min) | Prze- wyż- sze- nie (m) | Prze- pus- to- wość (osób/ godz.) | lokalizacja         | wyso- kość (m n.p.m.) | lokalizacja     | wyso- kość (m n.p.m.) | Vmax (m/s) |
| ----- | ----------------- | --------- | ------------------ | ----------- | ----------------- | ----------------------- | --------------------------------- | ------------------- | --------------------- | --------------- | --------------------- | ---------- |
| K     | kolej krzesełkowa |           | 1                  | 598         | 4,6               | 230                     | 360                               | pod szczytem        | 1170                  |                 | ok. 940               | 2,2        |
| H 1   | talerzyk          | Tatrapoma | 1                  | 456         | 2,05              | 133,5                   | 600                               | w połowie przecinki | ok. 1053              | karczma „Nosal” | ok. 920               | 3,7        |
| P 2   | talerzyk          | Tartapoma | 1                  | 137         | 1,1               | 14                      | 700                               | pod placówką TOPR   | 933                   | parkingi        | 919                   | 2,1        |
| P 3   | talerzyk          | Tatrapoma | 1                  | 252         | 2                 | 33                      | 700                               | pod lasem           | 952                   | parkingi        | 919                   | 2,1        |
| P 4   | talerzyk          | Tatrapoma | 1                  | 242         | 1,92              | 32                      | 700                               | pod lasem           | 951                   | parkingi        | 919                   | 2,1        |
| P 5   | talerzyk          | Tatrapoma | 1                  | 220         | 1,8               | 29                      | 700                               | pod lasem           | 948                   | parkingi        | 919                   | 2,1        |
| 6     | wyrwirączka       |           | 1                  | 260         |                   | 35                      | 500                               |                     |                       |                 |                       |            |
| 7     | talerzyk          |           | 1                  | 250         |                   | 30                      | 700                               |                     |                       |                 |                       |            |
| 8     | wyrwirączka       |           | 1                  | 240         |                   | 40                      |                                   |                     |                       |                 |                       |            |
| 9     | wyrwirączka       |           | 1                  | 240         |                   | 40                      | 400                               |                     |                       |                 |                       |            |

Łączna przepustowość wyciągów na Nosalu to 5160 osób na godzinę.

## Trasy
Wzdłuż każdego z wyciągów istnieje trasa:
| Nazwa trasy | Trudność             | Start                           | Start                 | Meta                            | Meta                  | Dłu- gość (m) | Prze- wyż- sze- nie (m) | Na- chy- le- nie (%) | Oś- wie- tle- nie | Sztucz- ne naśnie- żanie | Homologacja FIS | Homologacja FIS | Uwagi                   |
| Nazwa trasy | Trudność             | nazwa                           | wyso- kość (m n.p.m.) | nazwa                           | wyso- kość (m n.p.m.) | Dłu- gość (m) | Prze- wyż- sze- nie (m) | Na- chy- le- nie (%) | Oś- wie- tle- nie | Sztucz- ne naśnie- żanie | numer           | ważna do        | Uwagi                   |
| ----------- | -------------------- | ------------------------------- | --------------------- | ------------------------------- | --------------------- | ------------- | ----------------------- | -------------------- | ----------------- | ------------------------ | --------------- | --------------- | ----------------------- |
| K           | czarno-czerwona      | górna stacja kolei krzesełkowej | 1170                  | dolna stacja kolei krzesełkowej | 940                   | 650           | 230                     | 35                   | tak               | tak                      |                 |                 |                         |
| H 1         | czerwona             | w połowie przecinki             | 1053                  | karczma „Nosal”                 | 920                   | 450           | 133,5                   | 30                   | tak               | tak                      |                 |                 | wyłącznie dla narciarzy |
| P 2         | zielona              | pod placówką TOPR               | 933                   | kasy                            | 919                   | 145           | 14                      | 10                   | tak               | tak                      |                 |                 |                         |
| P 3         | niebieska            | pod lasem                       | 952                   | parkingi                        | 919                   | 250           | 33                      | 13                   | tak               | tak                      |                 |                 |                         |
| P 4         | niebieska            | pod lasem                       | 951                   | parkingi                        | 919                   | 240           | 32                      | 13                   | tak               | tak                      |                 |                 |                         |
| P 5         | niebieska            | pod lasem                       | 948                   | parkingi                        | 919                   | 220           | 29                      | 13                   | tak               | tak                      |                 |                 |                         |
| 6–9         | niebieskie i zielone |                                 |                       |                                 |                       |               |                         |                      | tak               | tak                      |                 |                 | stoki innych operatorów |

Główna trasa „K” (ani żadna z pozostałych) nie ma homologacji FIS. Trasa utraciła licencję na początku lat 90. XX wieku z powodu małej szerokości. Trasa ta jest najbardziej stromą narciarską trasą zjazdową w Polsce i jedną z kilkunastu czarnych tras zjazdowych w Polsce. Na pierwszych 200 metrach jej nachylenie przekracza 37% i ustępuje jedynie ścianie w górnym odcinku trasy FIS na SkiArenie na Szrenicy.
Ośrodek dysponuje ok. 3 km tras. Wszystkie dostępne trasy zjazdowe Centrum są sztucznie naśnieżane, oświetlone i przygotowywane przez ratraki.

## Pozostała infrastruktura
Na terenie Centrum dostępne są:
- szkoła narciarska „Strama”
- wypożyczalnia nart
- serwis sprzętu zimowego
- placówka TOPR
- karczma regionalna „Nosal”
- parkingi.

## Operator
Operatorem kompleksu jest Strama Sp. z o.o. z siedzibą w Zakopanem przy ul. Balzera 30. Prezesem zarządu spółki jest Katarzyna Strama.
Właścicielami części ośrodka są: Tatrzański Park Narodowy (TPN), do którego należy górna część stoku (trasy „K”), Centralny Ośrodek Sportu, który jest właścicielem kolei krzesełkowej oraz Marian Józef Strama, ojciec Katarzyny (lub spółka Strama), posiadający dolną część ośrodka oraz pozostałą infrastrukturę.

## Historia
Pierwsza trasa narciarska na Nosalu została wytyczona w 1953 roku. W latach 1956–1957 powstał tu wyciąg narciarski, który następnie, w latach 1966–1967, został przebudowany.
6 marca 1974 roku na trasie „K” rozegrano zawody slalomowe Pucharu Świata w narciarstwie alpejskim mężczyzn, które wygrał Francisco Fernández Ochoa (złoty medalista w slalomie na Igrzyskach Olimpijskich w 1972 w Sapporo), który wyprzedził Gustava Thöniego, wtedy trzykrotnego zdobywcę Pucharu Świata.
Spółka Strama Sp. z o.o. – obecny operator Centrum – została zarejestrowana w KRS w lutym 2002 roku.
W 2009 roku doszło do konfliktu między operatorem Centrum Narciarskiego Nosal a Centralnym Ośrodkiem Sportu na temat wykorzystania urządzeń naśnieżających górną część trasy „K”, których obie strony konfliktu są współwłaścicielami. COS zablokował w starostwie tatrzańskim wniosek Centrum Narciarskiego Nosal o możliwość czerpania wody ze zbiornika. Spowodowało to konieczność zamknięcia górnej części trasy oraz kolei krzesełkowej. Konflikt nasila się przed każdym sezonem i przed każdym sezonem powstaje zagrożenie zamknięcia legendarnej trasy.
W kwietniu 2012 roku skończyła się kolejna umowa dzierżawy na kolei krzesełkowej przez operatora. Strony umowy zapowiedziały jego sprzedaż Stramie, co pozwoliłoby mu na modernizację górnej części ośrodka (choć bez poszerzenia trasy, na co nie wyrażał zgody TPN). W 2013 roku wyłączono z użytkowania górną część trasy na Nosalu.
Dolna część stacji, położony poza granicami TPN, należy do rodziny Stramów. Natomiast jego górna część leży na terenie Tatrzańskiego Parku Narodowego. Kolej krzesełkowa, z początku lat 60. ubiegłego wieku, jest też własnością państwową, ale we władaniu Centralnego Ośrodka Sportu.
W listopadzie 2018 roku Rada Naukowa Tatrzańskiego Parku Narodowego (TPN) zaakceptowała projekt poszerzenia tras narciarskich na Nosalu. Projekt wspólnie wypracowali narciarze, samorządowcy, pracownicy TPN oraz przedstawiciele rady naukowej parku, Regionalnej Dyrekcji Ochrony Środowiska i organizacji pozarządowych. Stok wraz z infrastrukturą wymaga inwestycji, aby dostosować stację do współczesnych standardów i wymagań narciarzy. Żeby stok spełniał aktualne wymogi, trzeba zmodernizować wyciąg i zbudować system śnieżenia oraz poszerzyć trasę. Dziś jest ona zbyt wąska, by spełniała kryteria bezpieczeństwa Międzynarodowej Federacji Narciarskiej.